# Crocidura dolichura
Crocidura dolichura är en däggdjursart som beskrevs av Peters 1876. Crocidura dolichura ingår i släktet Crocidura och familjen näbbmöss. IUCN kategoriserar arten globalt som livskraftig. Inga underarter finns listade i Catalogue of Life.
Arten förekommer i centrala Afrika från södra Nigeria till Rwanda och Burundi. Den lever vanligen i låglandet men ibland nås 2300 meter över havet. Crocidura dolichura vistas i tropiska fuktiga skogar och klättrar främst i träd och buskar.